# Pino Nazio
Pino Nazio, nato Giuseppe Nazio (Roma, 11 febbraio 1958), è un giornalista, sociologo e scrittore italiano.

## Biografia
Dopo un'attività di ricerca presso la cattedra di Sociologia della Comunicazione dell'Università degli Studi “La Sapienza” con il professor Mario Morcellini, la consulenza alla comunicazione dell'Enpa, Ente Nazionale Protezione Animali, la direzione dell'ufficio stampa dell'Arci, Associazione Ricreativa Culturale Italiana esordisce come giornalista. È redattore nel primo circuito radiofonico privato su scala nazionale Cert, Centro Editoriale Radiofonico e Televisivo, del primo circuito televisivo nazionale Net, Nuova Emittenza Televisiva, e caporedattore del mensile edito dall'Enpa "Arca nuova". Nel 1991 approda in Rai, dove collabora in qualità di autore e inviato. Nel corso della sua attività ha diretto radio locali (Radio 10 Antenna Democratica), tv locali (Abruzzo Tv7, TeleLupa-Tv6), periodici online (Mediaspi Italia-Francia, personology.it, bravaitalia.it, planet360.info), quotidiani (Roma Circoscrizione), tv satellitari (Unire Tv) e riviste (Caffè Democratico). Colaboratore delle pagine di spettacolo del quotidiano Paese Sera, delle riviste Tutti frutti, Rivista del Cinematografo e Cover, suoi articoli e inchieste sono apparsi sull'Avanti! e Mondoperaio, i quotidiani l'Unità e Il Corriere dell'Umbria.
In Rai ha lavorato ai programmi televisivi della Rai Parte Civile, Chi l'ha visto?, Confini, 8262, Indagine, seguendo importanti casi di cronaca, tra i quali la banda della Magliana, la strage di Ustica, la banda della Uno bianca, il caso di "lady golpe" Donatella Di Rosa, la morte della contessa Francesca Vacca Agusta, gli omicidi di Simonetta Cesaroni, Elisa Claps, Serena Mollicone e Maurizio Gucci e le sparizioni di Emanuela Orlandi e Denise Pipitone. Suoi servizi e format sono stati trasmessi da Italia 1, Canale 5 e La 7. Dal 2001 al 2008 è direttore responsabile dei canali satellitari di Unire Tv, poi autore e inviato Rai per i programmi Cominciamo bene, TeleCamere, TeleCamere Salute, Chi l'ha visto?, Visionari e Anni venti. Nel 2015 è stato responsabile per la cronaca nera dei programmi di Rai1 Estate in diretta e Vita in diretta. Ha realizzato numerose campagne di pubblicità sociale per enti pubblici, contro gli incendi boschivi, l'abbandono degli animali, l'affidamento famigliare, la lotta all'Aids, il risparmio idrico, cui hanno partecipato gratuitamente personaggi dello spettacolo come Maurizio Costanzo, Enza Sampò, Pino Caruso, Giancarlo Fisichella, Franco Califano, Sandra Milo, Lino Banfi, Mariangela Melato, Giorgio Bracardi, Carlo Delle Piane, Gianni Cavina, Massimo Ghini, Riccardo Cocciante, Francesco Guccini e Nancy Brilli.
Ha ideato il primo premio per agenzie, creativi, enti promotori la Pubblicità Sociale "Pubblicità perBene" vinto nella categoria testimonial da Rosario Fiorello. Ha collaborato alla realizzazione della prima campagna di autofinanziamento del Pds "Per la Politica Pulita", ideato e realizzato L'Antiagenda e collaborato all'Almanacco del Partito Democratico della sinistra 1992. Ha insegnato "Sistema politico e televisione" al corso di specializzazione post-laurea in "Comunicazione politica" della LUMSA e "Sociologia, Crimine e Devianza" all'Università Ecampus. Ha coordinato campagne di ricerca sociologica sul mondo del lavoro, sui consumi culturali, la televisione e i bambini, l'alimentazione, la mafia e i minori, la guerra e i bambini, le elezioni primarie, il quartiere Prati-Della Vittoria di Roma. Ha scritto e pubblicato il primo dizionario dei termini televisivi apparso in Italia, il primo manuale di giornalismo televisivo (ISBN 8876055045) e la prima raccolta di personaggi della tv (ISBN 888440049X). In veste di autore teatrale ha scritto "Prova regina" con Cinzia Tani e Antonio Giampieri e "Petrolio, delitto Paolini" con Luigi Di Majo e Tonino Tosto.

## Vita privata
È stato sposato con la giornalista Tiziana Panella.

## Opere
- Dossier sui diritti della comunicazione. Aa.vv., Edizioni Convenzione Dac, 1986
- Ecospot – La pubblicità televisiva tra genio e sregolatezza. Curatela, Edizioni Arci, 1988
- Le parole della televisione. Gremese, 1989. ISBN 8876059083
- Il manuale del giornalista televisivo. Gremese, 1990. ISBN 8876055045
- La Pubblicità televisiva. Curatela, Gremese, 1992
- Manuale di produzione tv. Curatela, Gremese, 1993
- Manuale di scenografia. Curatela, Gremese, 1994
- Scenotecnica per il cinema e la tv. Curatela, Gremese, 1995
- Chi è della tv. Gremese, 2001. ISBN 888440049X
- Le mogli della Repubblica. con Paola Severini, Herald Editore, 2006.
- Il libro dello scrittore. Gremese, 2007. ISBN 8884404592
- Bertina Lopes. Herald Editore, 2007.
- Il bambino che sognava i cavalli. 779 giorni ostaggio dei corleonesi. Sovera editore, 2010. ISBN 8881249251
- Il segreto di Emanuela Orlandi. Papa Wojtyla, la tomba del boss e la banda della Magliana. Sovera editore, 2012. ISBN 8866520721
- Il mistero del bosco. L'incredibile storia del delitto di Arce. Sovera editore, 2013. ISBN 8866521442
- Enigma Yara : Bossetti e l'accusa che viene dal passato. Sovera editore, 2017. ISBN 9788866523697
- Io non c'ero. Cosa sanno i giovani di Falcone e Borsellino. Con Nicolò Mannino, Edizioni Ponte Sisto, 2017. ISBN 9788899290528
- All'ombra di Caino. Storie di donne e di violenza. Con Cristina Cerrato, Sovera editore, 2017. ISBN 9788866523857
- Aldo Moro. La guerra fredda in Italia. Edizioni Ponte Sisto, 2018. ISBN 9788899290436
- Ilaria Alpi, l'altra verità. Edizioni Ponte Sisto, 2019
- U.S.TICA Quarant'anni di bugie. Edizioni Ponte Sisto, 2020
  - Racconti dalla pandemia, con Rossella Ronconi, P.S. Edizioni, Dicembre, 2020

## Filmografia
- 2003 Autore e regista del film “Sotto le bombe”, per il Comune di Roma.
- 2004 Autore e regista del film “Torino always on the move” per il Comune di Torino.
- 2004 Autore e regista del film “Americani a Roma”, per la Provincia di Roma.
- 2004 Autore e regista del film “I punti della sicurezza”, per il Ministero delle Infrastrutture e Trasporti.
- 2006 Autore e regista della serie tv “Le mogli della Repubblica”.